# Barbarella (película)
Barbarella es una película de ciencia ficción franco-italiana de 1968, dirigida por Roger Vadim e interpretada por Jane Fonda, Ugo Tognazzi, Anita Pallenberg, John Phillip Law y Milo O'Shea en los papeles principales. La película está basada en la historieta de ciencia ficción Barbarella de Jean-Claude Forest y Claude Brulé, y narra la historia de Barbarella, una viajera espacial y representante del gobierno de la Tierra Unida que es enviada a encontrar al científico Durand-Durand, quien ha creado una arma capaz de destruir a la humanidad.
Vadim fue contratado para dirigir Barbarella cuando el productor Dino De Laurentiis compró los derechos de adaptación al cine de la historieta. Vadim pidió a diferentes actrices que interpretaran el personaje principal (entre ellas Virna Lisi, Brigitte Bardot y Sophia Loren) antes de escoger a Fonda, que para entonces era su esposa. La película se empezó a rodar inmediatamente después que se terminó la filmación de otra adaptación de un cómic por parte de De Laurentiis, Diabolik, de forma que las dos películas comparten varios miembros del elenco y de personal.
Según los títulos de crédito, el vestuario de Jane Fonda fue diseñado por Jacques Fonteray y confeccionado por Sartoria Farani, con excepción del traje verde en la escena final que fuera diseñado por Paco Rabanne.

## Argumento
El presidente Dianthus (Claude Dauphin) del planeta Tierra, en el año 40.000, le encarga a la aventurera espacial Barbarella (Jane Fonda) salir en búsqueda de un científico loco, el doctor Durand-Durand (Milo O'Shea), que habita en el planeta Lithion. Durand-Durand es el inventor de una superarma de láser llamada rayo positrónico que los líderes de la Tierra temen caiga en manos equivocadas. Al llegar su nave se estrella y Barbarella es dejada inconsciente por un par de niños, que la llevan hasta los restos de una nave, donde es atada y atacada por muñecas con afilados colmillos . Es rescatada por un habitante de SoGo (la ciudad del mal), Mark Hand (Ugo Tognazzi), un ermitaño que deambula por el hielo buscando niños errantes. Hand le informa que Durand-Durand se encuentra en la ciudad de Sogo y se ofrece a llevarla de vuelta a su nave en su bote de hielo. Barbarella le expresa su agradecimiento, asegurándole que su gobierno le recompensará por la molestia y que entre tanto ella hará cualquier cosa que él le pida como ayuda. Hand le pide que tengan sexo, a lo que Barbarella se muestra confundida, en tanto durante siglos las personas de la Tierra no tienen encuentros sexuales a menos que los resultados de sus «psicocardiogramas estén en perfecta confluencia». Barbarella finalmente accede, pero se muestra escéptica y le pide al hombre píldoras que, en la Tierra, se utilizan para aumentar la experiencia sensual no sexual, «hasta que se logre un entendimiento mutuo completo». Hand sugiere que en cambio tengan sexo en su cama, lo que inicialmente desconcierta a Barbarella. Le dice a Hand que en la Tierra solo las personas pobres, que no tienen dinero para psicocardiogramas o píldoras, participan en actividades tan primitivas, distrayentes e ineficientes, pues otras actividades brindan exitosamente apoyo al ego y autoestima. Con todo, Hand la convence y Barbarella descubre que disfruta de ello, si bien admite entender por qué en la Tierra el sexo es considerado distrayente. 
Barbarella abandona el planeta y se estrella nuevamente en un laberinto habitado por desterrados de Sogo. Conoce allí al ángel ciego Pygar (John Phillip Law), que ha perdido la voluntad de volar. Pygar la presenta con el Profesor Ping (Marcel Marceau), quien se ofrece a reparar su nave. Para poder continuar con su misión ella seduce a su vez a Pygar, quien recupera la voluntad de volar después del encuentro sexual. Logra llegar a SoGo en brazos de Pygar, solo para ser capturados por la Reina Negra de Sogo (Anita Pallenberg) y su conserje. El conserje le describe el Mathmos: energía viviente en forma líquida, alimentada por malos pensamientos y utilizada como fuente de energía en Sogo. Pygar tiene que pasar por una falsa crucifixión y Barbarella es puesta en una jaula, donde cientos de pájaros se preparan para atacarla. Es rescatada entonces por Dildano (David Hemmings), líder de la resistencia local, que se une a su búsqueda de Durand. Dildano le da una llave invisible para acceder a una cámara de los sueños donde duerme la Reina, y la envía de vuelta a Sogo. 
Barbarella es rápidamente capturada de nuevo por el conserje, que la introduce en una máquina de placer excesivo, que induce un placer sexual letal. Barbarella sobrevive a la máquina, que se apaga. Se revela entonces que el conserje, conmocionado por la destrucción de la máquina, es de hecho Durand (que ha envejecido 30 años debido al Mathmos). Durand quiere convertirse en el nuevo líder de Sogo y derrocar a la Reina Negra, para lo que necesita su rayo positrónico y el acceso a la cámara de los sueños. Durand lleva a Barbarella a la cámara, encerrándola dentro con la llave invisible. Barbarella se encuentra con la Reina, quien le dice que si hay dos personas en la cámara, el Mathmos las devorará. Durand se hace con el control de Sogo, mientras Dildano y sus rebeldes comienzan su ataque a la ciudad. La Reina Negra responde liberando el Mathmos para destruir a Sogo. Protegidos por lo que la Reina Negra llama la inocencia de Barbarella, escapan del Mathmos y encuentran a Pygar; el ángel las toma en sus brazos y sale volando. Cuando Barbarella le pregunta a Pygar por qué ha salvado a una tirana, éste responde: «Un ángel no tiene memoria».

## Producción

### Desarrollo y guiones
Tras comprar los derechos cinematográficos de los cómics de Barbarella de Jean-Claude Forest, el productor Dino De Laurentiis consiguió un acuerdo de distribución en Estados Unidos entre la francesa Marianne Productions y Paramount Pictures. Planeaba filmar Diabolik, un largometraje menos costoso, para ayudar a cubrir los costos de producción. En 1966, Roger Vadim expresó su admiración por los cómics (en particular por Peanuts, de Charles Schulz), afirmando que le gustaba «el humor salvaje y la exageración imposible de las tiras cómicas» y que quería «hacer yo mismo algo de ese estilo en mi próxima película, Barbarella». Vadim veía a la película como una oportunidad de «representar una nueva moral futurista... Barbarella [no] se siente culpable por su cuerpo. Quiero hacer algo bello a partir del erotismo». Su esposa, la actriz Jane Fonda, señaló que Vadim era fanático de la ciencia ficción; según el director, «en la ciencia ficción, la tecnología lo es todo... Los personajes son muy aburridos, no tienen psicología ninguna. Quiero hacer esta película como si hubiera llegado a un planeta extraño con mi cámara al hombro, como si fuera un reportero haciendo un noticiario».
Cuando Terry Southern terminó de escribir los diálogos de Peter Sellers para Casino Royale, voló a París para reunirse con Vadim y Fonda. Southern, que había conocido a Vadim en París a principios de los años 50, vio como un nuevo reto escribir una comedia de ciencia ficción basada en un cómic. Disfrutó escribiendo el guion, sobre todo el estriptis inicial y las escenas con pequeños juguetes robóticos que persiguen a Barbarella para morderla. Southern disfrutaba trabajar con Vadim y Fonda, pero le pareció que De Laurentiis sólo pretendía hacer una película barata y no necesariamente buena. Southern dijo posteriormente: «Vadim no estaba particularmente interesado en el guion, pero era un tipo muy divertido, con un ojo perspicaz para lo erótico, lo grotesco y lo absurdo. Y Jane Fonda era estupenda en todos los sentidos». Southern se sorprendió al ver que los créditos de su guion le fueron acreditados a Vadim y a varios guionistas italianos, además de a él mismo. Entre los guionistas acreditados se encontraban Claude Brulé, Vittorio Bonicelli, Clement Biddle Wood, Brian Degas, Tudor Gates y Forest; Degas y Gates fueron contratados por De Lautentiis después de quedar impresionado con su trabajo en Diabolik. Charles B. Griffith dijo más tarde que había hecho un trabajo no acreditado en el guion, afirmando que el equipo de producción «contrató a otros catorce escritores» después de Southern «antes de que llegaran a mí. No obtuve crédito porque fui el último.» Según Griffith, «reescribió alrededor de una cuarta parte de la película que se rodó, y luego se volvió a rodar, y añadí el concepto de que hacía miles de años que no existía la violencia, de modo que Barbarella era muy torpe durante toda la película. Se perjudica a sí misma y todo eso. Era bastante ridículo. Lo de Claude Dauphin y la habitación de suicidio también fueron parte de mi contribución a la película».

### Preproducción y casting

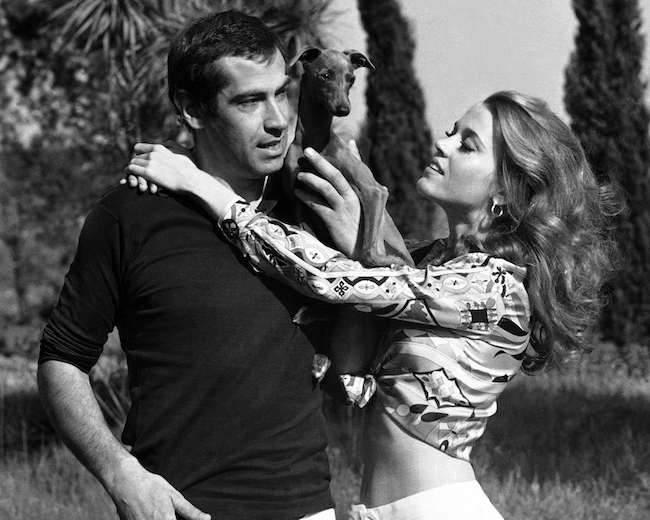
Roger Vadim y Jane Fonda en Roma en 1967 durante el rodaje de la película.

Se habló con varias actrices antes de elegir a Jane Fonda para el papel de Barbarella. La primera opción de De Laurentiis fue Virna Lisi; la segunda fue Brigitte Bardot, que no estaba interesada en un papel sexualizado. Su tercera opción era Sophia Loren, que estaba embarazada y consideraba que no encajaría en el papel. Fonda no estaba segura de hacer la película, pero Vadim la convenció diciéndole que la ciencia ficción era un género que evolucionaba rápidamente. Antes de rodar Barbarella, Fonda había protagonizado dos escándalos sexuales: el primero, cuando su cuerpo desnudo se exhibió en una valla publicitaria de ocho pisos para promocionar el estreno de La Ronde en 1965 (dirigida por Valim), y el segundo, cuando se vendieron a Playboy, al año siguiente, varias fotos de desnudos inocentes tomadas en el plató cerrado de Vadim para La Curée. Según el biógrafo Thomas Kiernan, el incidente de la valla publicitaria la convirtió en un símbolo sexual en los Estados Unidos. Vadim dijo que no quería que la actriz interpretara a Barbarella «en tono irónico», y que veía al personaje como «solo una chica encantadora y normal con un estupendo historial espacial y un cuerpo encantador. No voy a intelectualizarla. Aunque va a haber un poco de sátira sobre nuestra moral y nuestra ética, la película va a ser más un espectáculo que un ejercicio cerebral para unos cuantos intelectuales de a pie». Fonda consideró que su prioridad para Barbarella era «mantenerla inocente»; el personaje «no es una vampiresa y su sexualidad no se mide por las reglas de nuestra sociedad. No es promiscua, sino que sigue la reacción natural de otro tipo de educación. Tampoco es una llamada «mujer sexualmente liberada». Eso significaría rebelión contra algo. Ella es diferente. Ha nacido libre».
Fonda le recomendó personalmente a Vadim contratar a John Phillip Law como Pygar, tras su trabajo en Hurry Sundown; durante su estancia en Roma, el actor vivió con Fonda, Vadim y Forest en su hacienda alquilada en la Vía Apia. Law, ávido lector de cómics desde la infancia, leyó los cómics de Forest y estudió al personaje de DC Comics del Hombre Halcón para inspirarse. El retraso en la preproducción de Barbarella le permitió a Law rodar dos papeles antes de comprometerse con la película: como Bill Meceita en el spaghetti western De hombre a hombre, y como el personaje principal de Diabolik. Para el papel de la Reina Negra, Southern recomendó a la modelo Anita Pallenberg, entonces novia del miembro de The Rolling Stones Brian Jones; Southern se había hecho amigo de ella mientras trabajaba con la banda en una adaptación de La naranja mecánica. En las copias en inglés de la película, la voz de Pallenberg fue doblada por la actriz inglesa Joan Greenwood.
El mimo francés Marcel Marceau tuvo su primer papel hablado en la película como el Profesor Ping. Comparando a Ping con su personaje teatral Bip el payaso y Harpo Marx, dijo que no «olvidaba las líneas, pero me cuesta organizarlas. Es una forma diferente de hacer salir lo que hay dentro. Va del cerebro a las cuerdas vocales, y no directamente al cuerpo».
Todo el vestuario de la película, incluido el de Fonda, fue diseñado por el diseñador de vestuario francés Jacques Fonteray y fabricado por Sartoria Farani, y el traje de Barbarella en las escenas finales está, como dicen los créditos, «inspirado en las ideas del» diseñador de moda Paco Rabanne. Los trajes de Barbarella fueron la interpretación de Fonteray de la visión de Forest, combinando la estética orientalista y medieval con las armaduras de samurái. Forest también trabajó en el diseño de producción de la película, y fue acreditado en la película como su «asesor artístico». En una entrevista de 1985, dijo que durante la producción no le importaba su cómic original y que estaba más interesado en la industria del cine: «Los artistas italianos eran increíbles; podían construir cualquier cosa en muy poco tiempo. Vi todos los dailies (las escenas diarias sin editar), una cantidad increíble de cinta. Las decisiones que se tomaron para el montaje final a partir de esas imágenes no fueron las que me hubieran gustado, pero yo no era el director. No era asunto mío».

### Rodaje
Según Law, Barbarella comenzó a rodarse después de que la producción de Diabolik terminó el 18 de junio de 1967; escenarios como el club nocturno de Valmont en Diabolik se utilizaron en ambas películas. Barbarella se rodó en Cinecittà, en Roma. Para filmar la secuencia de títulos en estriptis, Fonda dijo que el decorado se giró hacia arriba para que quedara orientado hacia el techo del plató. Se colocó un cristal grueso en la abertura del plató y la cámara se colgó de las vigas por encima. Fonda se subió al cristal para representar la escena. En otras escenas se colgó a Fonda boca abajo en una enorme cuba de aceite y hielo seco, y se le despellejó el estómago cuando fue lanzada por un tubo de plástico. Para las escenas en las que interviene la Máquina del Placer Excesivo, Fonda y Milo O'Shea no fueron informados de las explosiones que se producirían en el plató, ya quela utilería estaba equipada con bengalas y bombas de humo. Fonda explicó que «Vadim quería que nos viéramos naturales, así que no nos dijo que habría una gran explosión. Cuando la máquina estalló, hubo llamas y humo por todas partes, y las chispas corrían por los cables. Me asusté mucho, y el pobre Milo estaba convencido de que algo había salido mal y me estaba electrocutando».
Para la escena en la que Barbarella es atacada por colibríes, se utilizaron reyezuelos y periquitos, ya que era ilegal enviar colibríes al extranjero. Los pájaros no se comportaron como Vadim esperaba, lo que le llevó a emplear un gran ventilador para soplarlos hacia Fonda, que llevaba alpiste en su traje. El crítico de cine Roger Ebert, tras visitar el plató, escribió que el ventilador hizo que los pájaros «perdieran el control sobre las funciones corporales naturales, por lo que todo fue un poco desordenado». Ebert concluyó que «después de dos semanas de esto, [Fonda] tuvo fiebre y fue hospitalizada. No puedo revelar aquí cómo hicieron finalmente la escena».
La actriz describió posteriormente su malestar en el plató de la película. En su autobiografía, Fonda dijo que Vadim empezaba a beber durante el almuerzo, su voz se ponía enredada y «sus decisiones sobre cómo rodar las escenas a menudo parecían poco meditadas». Fonda era bulímica y, en aquella época, era «una joven que odiaba su cuerpo... interpretando a una heroína sexual escasamente vestida y a veces desnuda». El fotógrafo David Hurn se hizo eco de Fonda, señalando que ella se sentía insegura de su aspecto durante las sesiones fotográficas de la producción. La actriz se tomó días de baja por enfermedad para que la póliza de seguros de la película cubriera el coste de una parada mientras se editaba el guion. Vadim afirmaría más tarde en sus memorias que Fonda «no disfrutó del rodaje de Barbarella», concretamente que «no le gustaba el personaje central por su falta de principios, la explotación descarada de su sexualidad y su irrelevancia respecto a las realidades sociales y políticas contemporáneas».

### Banda sonora
Michel Magne recibió el encargo de componer la banda sonora de Barbarella, pero su esfuerzo fue descartado. La banda sonora de la película, realizada por los compositores-productores Bob Crewe y Charles Fox, ha sido descrita como lounge o exótica. Crewe era conocido por componer canciones de los años 60, como «Big Girls Don't Cry» de los Four Seasons. Parte de la música se atribuye a la Bob Crewe Generation, un grupo de músicos de sesión que contribuyó a la banda sonora. Crewe invitó al grupo neoyorquino Glitterhouse, al que conocía por su trabajo de producción, a hacer las voces de las canciones. En su autobiografía, reflexionó sobre la banda sonora, diciendo que «claramente necesitaba tener un enfoque divertido y futurista, con sensibilidad musical de los años sesenta».

## Reparto
- Jane Fonda:
- John Phillip: , el Ángel
- Anita: El Gran Tirano, Reina Negra de
- Milo: Doctor Durand-Durand /Conserje
- Marcel Marceau: Profesor Ping
- Claude: Presidente de la Tierra
- Véronique: Capitán Luna
- Serge: Capitán Sol
- Catherine:
- Marie:
- David:

## Recepción

### Contemporánea
Algunas publicaciones contemporáneas señalaron que las primeras escenas de la película eran agradables, pero que su calidad disminuyó a partir de entonces. Según la reseña crítica de Wendy Michener en The Globe and Mail, después de la escena del estriptis «volvemos a sumergirnos en el mundo mundano, por no decir inane, del thriller de espías con un aburrido revestimiento de ciencia ficción futurista» y «se queda ahí, con todos sus escenarios psicodélicos de plástico». El guion y el humor de Barbarella fueron criticados; un crítico de Variety describió el guion como «plano», con apenas «unas pocas líneas de diálogo tontas-divertidas» para un «reparto que no es particularmente adepto a la comedia». Dan Bates escribió en Film Quarterly que «los momentos de sátira aguda... son bienvenidos y refrescantes, pero son más bien infrecuentes», y Renata Adler, de The New York Times, señaló que «existe el supuesto de que el mero hecho de mencionar una cosa (sexo, política, religión) la hace divertida».
Los críticos elogiaron el diseño y la fotografía de la película. La crítica de Variety, mayoritariamente negativa, señaló «una cierta cantidad de producción de lujo y pulido» y, según Derek Malcolm de The Guardian, «la límpida fotografía en color de Claude Renoir y los llamativos efectos especiales de August Lohman son los que salvan la película una y otra vez». Un crítico del Monthly Film Bulletin escribió que el decorado de Barbarella es «notablemente fiel a los originales de Jean-Claude Forest», señalando una «importante contribución de Claude Renoir como director de fotografía» y «el fantástico vestuario de Jacques Fonterary y Paco Rabanne». James Price (Sight & Sound) estuvo de acuerdo, citando «la inventiva de los decorados y la riqueza de la fotografía de Claude Renoir».
Malcolm y Lohman criticaron la naturaleza, los temas y el tono de Barbarella, y Malcolm la calificó de «película desagradable», «a la moda hasta la médula» y «esencialmente una astuta pieza de explotación». Lohman sugirió que el humor de la película consistía «no [en] chistes, sino una agotada paliza sádica». Bates la calificó de «pura basura subadolescente» y «carente de importancia social o artística redentora».
Michener elogió Barbarella como parte de «la primera ciencia ficción femenina». Sus peludas alfombras doradas, sus cuadros impresionistas y su nave espacial tenían «un diseño indiscutiblemente femenino en comparación con cualquiera de los proyectiles actuales»; Barbarella no es «una supermujer que desafía a los hombres, sino una dulce y suave criatura que siempre está dispuesta a complacer a un hombre que sea su rey». Según Price, «hay una verdadera fascinación en su idea básica, que es una feliz creencia en la supervivencia de la sexualidad... La idea fascina, pero la ejecución decepciona de algún modo (cuántas veces hay que decir eso acerca de Vadim)». La crítica de Bates concluía: «En el año en que Stanley Kubrick y Franklin Schaffner elevaron por fin la película de ciencia-ficción más allá del abismo del espectáculo infantil, Roger Vadim la ha vuelto a derribar».

### Retrospectiva
Numerosas críticas retrospectivas han analizado el argumento y el diseño de Barbarella. Aunque notando que Barbarella «no está a la altura de Et mourir de plaisir, ni de La jeune fille assassinée como una de las mejores películas de Vadim», Lucas señala que «el encanto que aún conserva la película se debe enteramente a su imaginación visual y a su artificiosidad exagerada y Fellinesca». Según Keith Phipps, de The A.V. Club, «Mario Garbuglia no deja de lanzarle a la heroína imágenes ingeniosas y decorados extraordinarios», pero «el viaje en sí mismo es una pesadez implacable». Sean Axmaker, de Video Librarian, calificó la película de «escenografía y colorido salvaje que triunfa sobre la historia y los personajes». Taylor señaló la falta de «ímpetu argumental», sugiriendo que Vadim puede haber estado «preocupado por los efectos especiales, aunque son [y fueron] bastante cursis». Kim Newman (Empire) dio a Barbarella tres estrellas de cinco, calificando la película de «literalmente episódica» y escribiendo que los episodios dedican «más tiempo a la dirección artística, el vestuario y la pista musical psicodélica que a la trama».
Sobre sus elementos sexuales, Brian J. Dillard escribió que los roles de género de la película no eran «particularmente progresistas, especialmente teniendo en cuenta el chiste de que Barbarella tiene sus primeros bocados de la cópula física después de toda una vida de sexo virtual 'avanzado'», en su crítica en AllMovie. Phipps consideró la película «una oportunidad perdida», señalando que el material de origen formaba parte de «una ola emergente de cómics europeos para adultos» que «Vadim filmó con indiferencia». David Kehr, del Chicago Reader, consideró que la película era «fea» en varios niveles, especialmente en sus «valores humanos». Newman resumió la película como «alegre, kitsch y camp», con «una sucesión de creaciones de moda realmente sorprendentes con toda la confianza de una generación que pensaba que el sexo era, sobre todo, divertido». Newman comparó la película con 2001: Una odisea del espacio y La guerra de las galaxias, escribiendo que Barbarella las hace parecer «conservadoras» en comparación. La crítica de Charles Webb para MTV señaló que Barbarella sufre cuando se la describe como un «clásico del camp», ya que había «mucho que gustar en el trabajo de Fonda aquí y en la película en su conjunto»; «Fonda aporta ingenuidad y dulzura a un papel que requiere un cierto nivel de comodidad al desnudo en la pantalla, mientras que el hostil planeta Lythion es un desfile de formas inventivas y extrañas de poner en peligro a nuestra heroína». Del mismo modo, Lucas declaró que «la actuación de Fonda, que los tontos se empeñan en encontrar controvertida o comprometedora, ha envejecido mejor que el 90% de sus trabajos 'serios'; sin su centrífuga presencia de ojos abiertos y sus cambios de vestuario llenos de suspenso, uno tiene la impresión de que toda la producción podría girar locamente fuera de control y de la pantalla».

## Legado e influencia

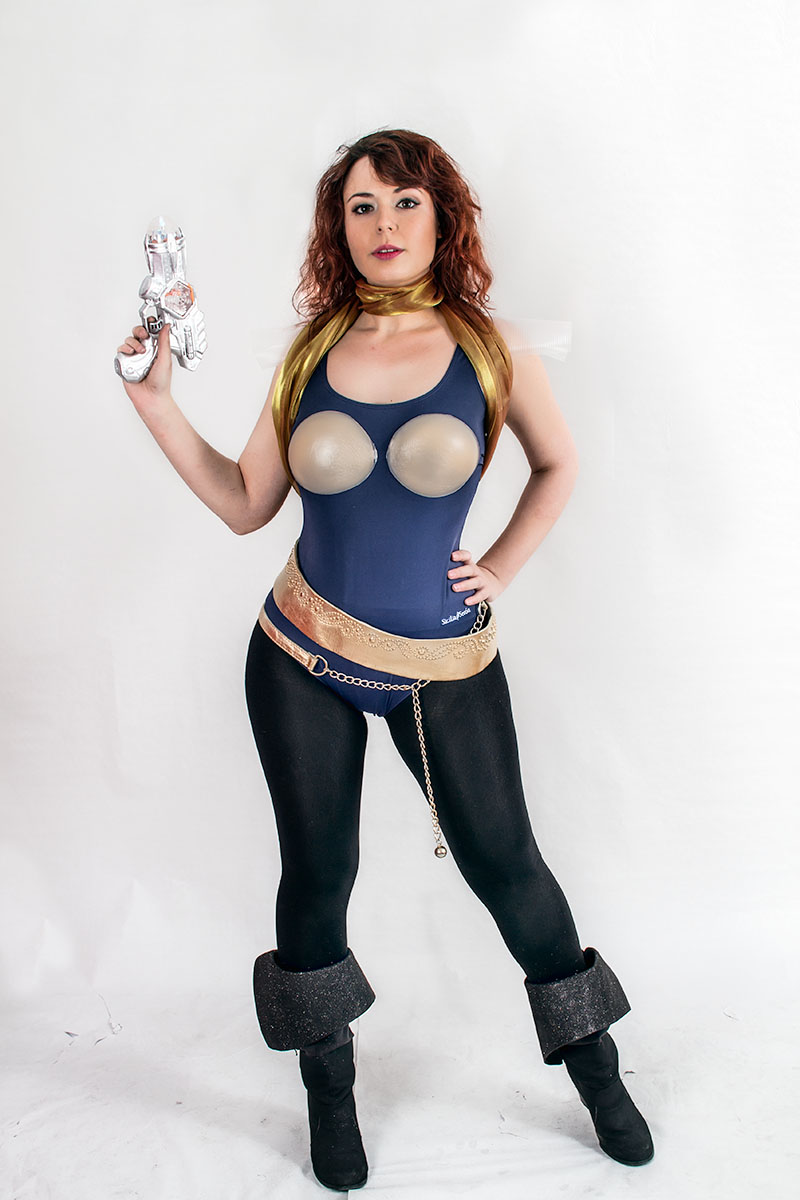
Una mujer haciendo cosplay de Barbarella. El escritor Jerry Lembcke ha señalado que la popularidad de Barbarella iba más allá de la comunidad de cinéfilos.

Barbarella y Diabolik hicieron parte de una tendencia menor de adaptaciones cinematográficas italianas de cómics europeos (conocidos en Italia como fumetti) que enfatizaban un sadomasoquismo leve y ropas y herramientas fetichistas de finales de los años sesenta; aparte de estas dos películas, en 1968 se estrenó Satanik, de Piero Vivarelli, con una temática similar. A éstas les siguieron Ms. Stiletto, de Bruno Corbucci, en 1969, y Baba Yaga, de Corrado Farina, en 1973. La producción y el diseño de vestuario de ambas películas reflejan también un movimiento más amplio de retrofuturismo que se vio en las películas de género europeas de los años 60 y 70. Entre ellas se encuentran La Matriarca y Scacco alla regina de Pasquale Festa Campanile, Così dolce... così perversa de Umberto Lenzi, Col cuore in gola, de Tinto Brass, Una sull'altra y Una lucertola con la pelle di donna, de Lucio Fulci, La decima vittima, de Elio Petri, Femina ridense, de Piero Schivazappa, y Camille 2000 y Esotika Erotika Psicotika (también llamada The Lickerish Quartet), de Radley Metzger.
Según Los Angeles Times, Barbarella puede parecer «pintoresca» para el público moderno, pero su «imaginería ha resonado durante años en la cultura pop». Lisa Eisner, del The New York Times, llamó a Barbarella «la diosa del sexo más icónica de los años 60." El vestuario de la película influyó en los diseños de Jean-Paul Gaultier para El quinto elemento, y Gaultier se enfocó en el vestido metálico de Paco Rabanne que llevaba Fonda.
Barbarella fue calificada posteriormente como una película de culto. El escritor Jerry Lembcke ha destacado la popularidad de la película, que estaba disponible en pequeños videoclubs, y era conocida más allá de la comunidad de cinéfilos. Según Lembcke, cualquier «duda respecto a su estatus de culto se disipó cuando Entertainment Weekly la clasificó en el número 40 de su lista de las 50 mejores películas de culto» en 2003. Citó la popularidad de la película en Internet, con fansites que van desde un festival de Barbarella en Suecia hasta reseñas y ventas de objetos relacionados con la película. Lembcke escribe que los sitios web se centran en el personaje de Barbarella.
Barbarella ha influido también en la música popular, y el grupo musical Duran Duran tomó su nombre del antagonista de la película. El grupo lanzó posteriormente una película/concierto, Arena (An Absurd Notion), con Milo O'Shea retomando su papel en Barbarella.
Entre los vídeos musicales influenciados por Barbarella se encuentran «Put Yourself In My Place» de Kylie Minogue y «Break Free» de Ariana Grande.